# Thomas Fuller (sawant)
Thomas Fuller, ps. Ślepy Tom (ur. 1710 w Beninie, zm. 1790 w Stanach Zjednoczonych) – niepełnosprawny umysłowo i niewidomy, pierwszy opisany sawant w historii medycyny. 
Thomas Fuller był niewolnikiem pochodzącym z okolic Beninu. W 1724 roku trafił do Elizabethy Cox z miasta Alexandria (USA). Posiadał znikomą znajomość matematyki (ograniczoną do prostego liczenia), jednakże zapytany o liczbę sekund, które przeżył przykładowy człowiek w ciągu 70 lat, 17 dni i 12 godzin udzielił w ciągu kilkudziesięciu sekund bezbłędnej odpowiedzi – 2 210 500 800 (uwzględniając w wyliczeniach 17 lat przestępnych). Przez całe życie był analfabetą. Został opisany przez Benjamina Rusha. Swój talent do obliczeń zaprezentował w 1789 roku. Gdy zakwestionowano jego obliczenia (2 210 500 800 sekund), Fuller odrzekł pytającemu: Zapomniał pan o latach przestępnych. Po naniesieniu poprawek okazało się, że Fuller poprawnie obliczył skomplikowany rachunek.
Jego zdolności stały się jednym z ważnych atutów, które posłużyły do obalenia tezy niskiego ilorazu inteligencji czarnoskórych.